# 周立波 (作家)

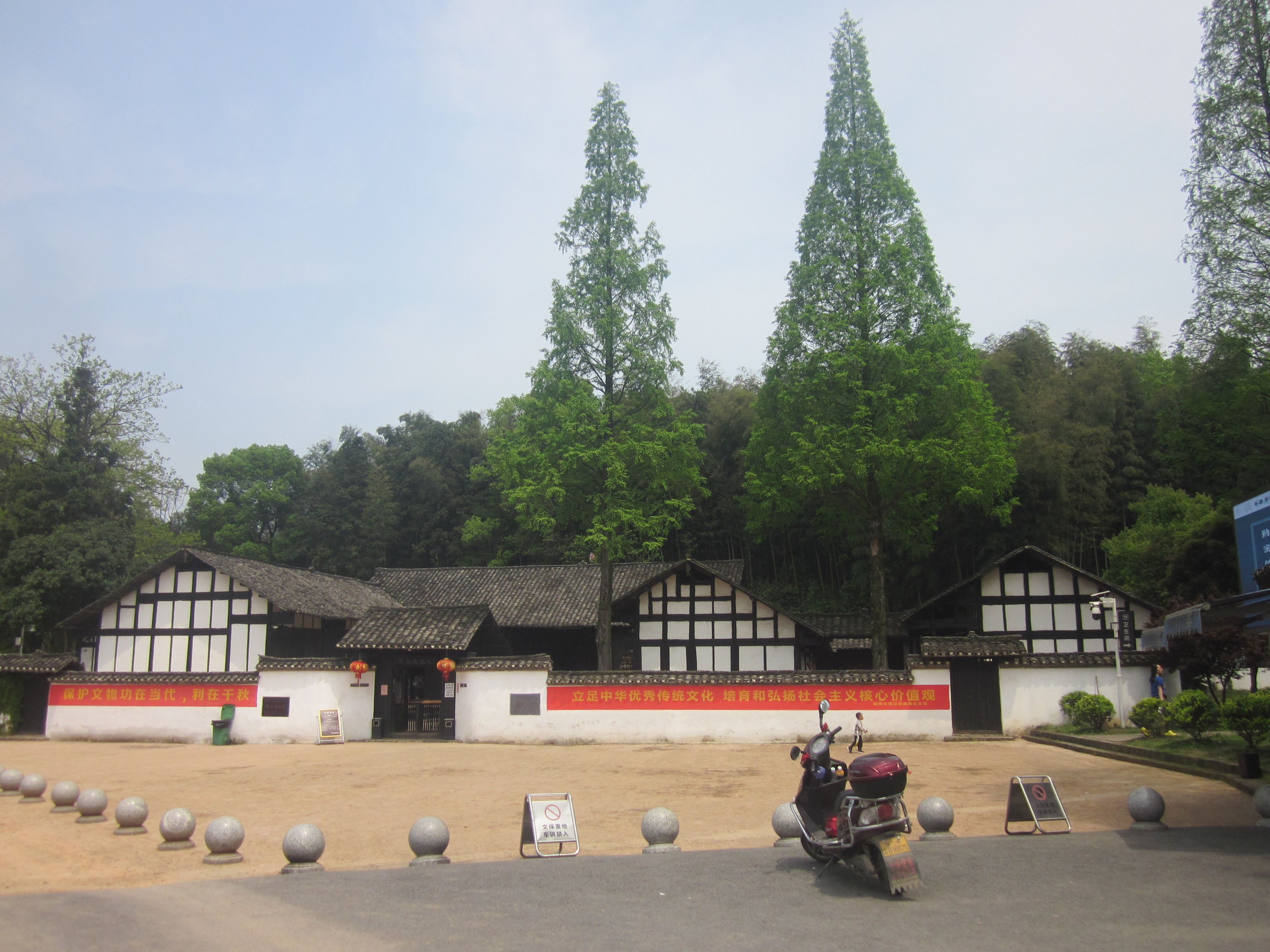
周立波故居前景

周立波（1908年8月9日—1979年9月25日），原名周绍仪，曾用名周凤翔、周菶梧，笔名张一柯、张尚斌等，湖南益阳人，中国当代作家。

## 生平
1908年出生于益阳县邓石桥乡（今益阳市赫山区谢林港镇清溪村）一个农民家庭。
小学就读于益阳县第一高等小学堂。1924年就读长沙省立第一中学。1929年考入上海劳动大学。1928年前往上海。
1932年2月由于宣传鼓动罢工而入狱2年。1934年10月参加左翼作家联盟，随后1935年加入中国共产党。1937年到1938年，访问晋察冀边区，在武汉、湖南沅陵等地为共产党工作，1939年5月任桂林《救亡日报》编辑，同年11月赴延安鲁迅艺术文学院工作，写有论文《论阿Q》（1941年），小说《纪念》、《夏天的晚上》、《麻雀》等。1944年11月赴湖南、广东参见南征。
1946年10月，前往东北参加土地改革，1948年12月据此经历写成了著名代表作长篇小说《暴风骤雨》。
中华人民共和国成立后，1949年10月，调任北京，在文化部编审处工作。著有《铁水奔流》（1955年）、《禾场上》、《山乡巨变》（1960年）、《桐花没有开》、《扫盲志异》等一系列优秀小说。
1966年发表散文《韶山的节日》宣传1959年毛泽东访问韶山，周因此文在文化大革命中受到共产党当局迫害，被监禁5年。1973年出狱，1975年赴京治病，1978年3月23日，罗瑞卿在《人民日报》发表文章，说《韶山的节日》被批判是因为文中列举毛泽东一家6人被杀害时提及杨开慧（“他的夫人杨开慧同志一九三○年就义于长沙，那时候，她只有二十九岁。”）被江青嫉妒，《韶山的节日》事件得以平反。同年6月创作短篇小说《湘江一夜》，获得全国短篇小说一等奖。
1979年9月25日在北京病逝，终年71岁。

## 作品

### 专著
- 《暴风骤雨》
- 《山乡巨变》
- 《山那边人家》
- 《铁水奔流》
- 《禾场上》
- 《桐花没有开》
- 《扫盲志异》

### 译著
- 苏联肖洛霍夫《被开垦的处女地（俄语：Поднятая целина）》
- 俄国普希金《杜布罗夫斯基》
- 捷克基希《秘密的中国》